# Signalrakete

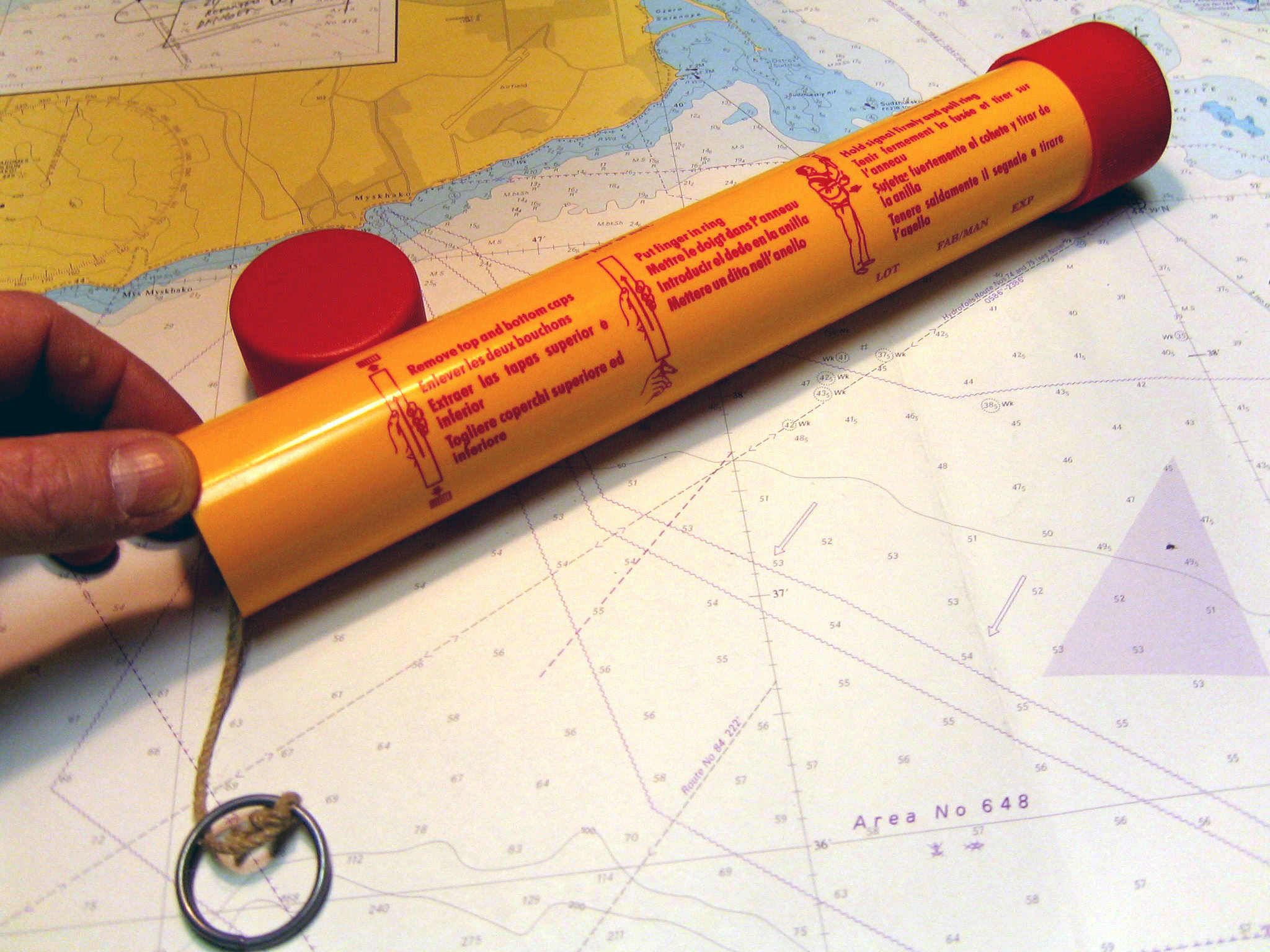
Fallschirmrakete zum Einsatz als Seenotsignal

Eine Signalrakete ist ein Signalmittel, mit deren Hilfe Notsignale gegeben werden können. Sie entspricht in ihrem Aufbau einer Feuerwerksrakete.

## Aufbau
Signalraketen bestehen aus einem Treibsatz, der das abbrennbare Element in die Luft treiben soll. In der Luft brennt dann ein Element ab, welches durch seine Leuchtkraft Aufmerksamkeit erregen soll.

### Fallschirmrakete
Eine Form der Signalrakete ist die Fallschirmrakete. Das leuchtende Element wird mit einer Rakete nach oben geschossen, gleitet aber an einem eingebauten Fallschirm langsam herab. Der Vorteil der Fallschirmrakete gegenüber einer Signalrakete ist, dass auf Grund geringerer Sinkgeschwindigkeit (5 m/s) eine längere Brenndauer möglich ist; dadurch hat sie einen höheren Aufmerksamkeitswert.

## Sinn und Zweck

Rettungszeichen für eine Signalrakete nach ISO 7010

Signalraketen haben den einfachen Zweck, durch das Abbrennen von pyrotechnischen Signalen in großer Höhe Aufmerksamkeit zu erregen. Dies kann zum Zweck eines Hilferufs, aber auch als Signal zum Start oder eines Angriffes geschehen.

## Signalraketen in der Schifffahrt
Signal- und Fallschirmraketen für die Schifffahrt müssen den Standards nach SOLAS entsprechen. Die Steighöhe solcher Raketen beträgt üblicherweise 300 Meter. Die Leuchtdauer für Fallschirmraketen muss mindestens 40 s betragen, ihre Leuchtstärke 30.000 Candela. Rote Signalraketen sind ein offizielles Seenotsignal gemäß den Kollisionsverhütungsregeln.
Signal- und Fallschirmraketen werden entweder durch eine Signalpistole des Kalibers 4 oder durch Einwegabschussgeräte ohne Schusswaffeneigenschaften abgefeuert.

## Signalraketen für Gebirge und Kleinwassersport

Rettungszeichen für eine Fallschirm-Signalrakete

Neben den standardisierten Signalraketen für die Schifffahrt gibt es auch eine Reihe von kleineren und schwächeren Raketen. Diese werden von Signalgebern abgefeuert. Die Steighöhe von Raketen aus Signalgebern beträgt maximal 100 Meter. Solche Signalgeber eignen sich für Surfer auf Binnenseen oder Kletterer im Gebirge, aber keinesfalls für die Schifffahrt auf See.

## Rechtliche Grundlagen in Deutschland
Der Erwerb und Besitz von pyrotechnischen Signalmitteln ist in Deutschland streng reglementiert. Die pyrotechnischen Signalmittel werden in zwei Gruppen unterteilt.

### Unterklasse T1
Pyrotechnische Seenotsignalmittel, die einmalig aus der Hand abgeschossen werden, unterliegen dem Sprengstoffgesetz und damit der Unterklasse T1. Diese Signalmittel darf jede Person über 18 Jahren erwerben.

### Unterklasse T2
Werden Signalraketen aus einem Abschussgerät zur Mehrfachanwendung oder einer Seenotsignalpistole (Signalpistolen und ihrer Munition nach PM2) abgefeuert, unterliegen diese dem Waffengesetz. Dann ist für den Besitz eine Waffenbesitzkarte erforderlich. Zum Erlangen dieser ist der Sachkundenachweis für Seenotsignalmittel erforderlich.
Mit dem Fachkundenachweis für Seenotsignalmittel erlangen Inhaber eines Sportbootführerscheins die Berechtigung für den Erwerb von pyrotechnischen Seenotsignalmitteln der Unterklasse T2. Der Erwerb und Besitz solcher Raketen ist in Österreich nach dem Pyrotechnikgesetz, in manchen Ländern aber auch gar nicht geregelt.